# 拉尔斯·哈尔
拉尔斯·哈尔（瑞典語：Lars Hall，1927年4月30日—1991年4月26日），瑞典男子现代五项运动员。他曾获得1952年和1956年夏季奥运会男子个人金牌，及1952年夏季奥运会男子团体银牌。